# 2022年俄占烏克蘭吞併公投
2022年9月23日至27日，俄罗斯在其于乌克兰的军事占领区就吞并乌克兰被占领土举行了公投，该公投被公認為非法并受到世界各国的谴责，目前除俄羅斯本身及北韓以外的所有國家均不承認其合法性。
公投在乌克兰的四个地区进行——俄罗斯占领的顿涅茨克州和卢甘斯克州上的傀儡政权顿涅茨克人民共和国和卢甘斯克人民共和国，以及俄罗斯占领下的赫尔松州和扎波罗热州。公投时，四个地区均未被俄罗斯完全控制，战争仍在进行，且自2022年俄罗斯入侵乌克兰开始以来，四地的大部分人口已经逃离。公投违反国际法，并被联合国谴责为违反《联合国宪章》。
2022年9月30日，俄罗斯总统弗拉基米尔·普京在俄罗斯议会两院发表讲话，宣布吞并乌克兰的顿涅茨克州、赫尔松州、卢甘斯克州和扎波罗热州为俄罗斯领土并写入宪法。联合国、乌克兰和其它共143个国家都谴责了这一吞并行为。

## 背景

### 頓涅茨克人民共和國和盧甘斯克人民共和國
2022年9月19日，顿涅茨克人民共和国和卢甘斯克人民共和国的議會分別向各自國家的元首提出請求，希望立即举行入俄公投。
次日，卢甘斯克人民共和国人民議會计划于9月23日至27日期間舉辦入俄公投，而顿涅茨克人民共和国人民議會也隨之表示同步舉行公投。

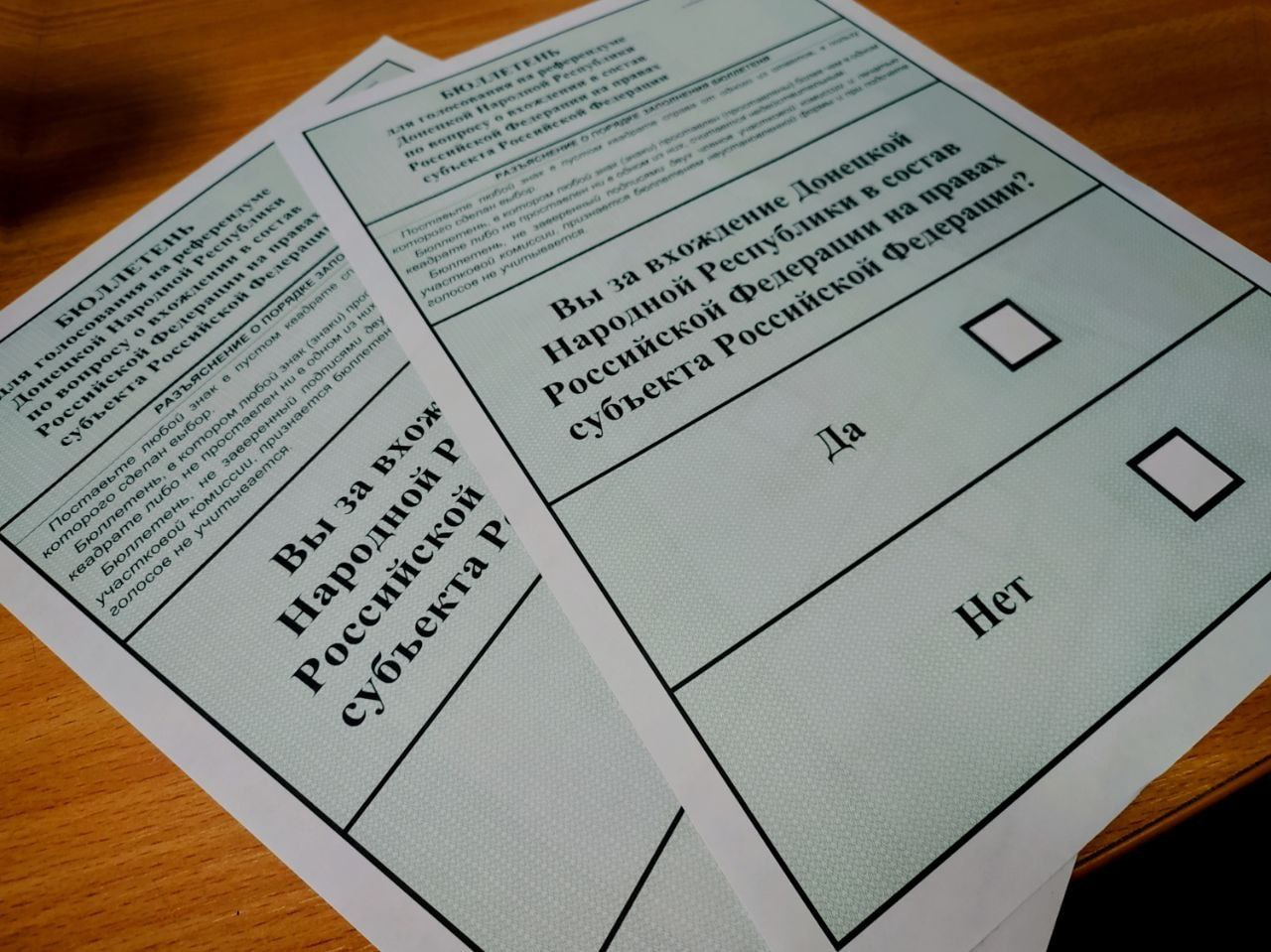
頓涅茨克与卢甘斯克入俄公投選票樣本

### 哈尔科夫州
2022年7月8日，俄罗斯任命的哈爾科夫州军民行政当局负责人維塔利·甘切夫表示，哈尔科夫是俄罗斯领土“不可分割的”一部分，并打算让俄罗斯吞并哈尔科夫。可是在8月11日，维塔利告诉俄罗斯24电视频道，哈尔科夫軍民署当局尚未准备好讨论加入俄罗斯的公投，更承認該州實際上“只有大概五分之一”在俄罗斯的控制之下。
9月初，由於哈爾科夫地區在大部分由俄軍佔領的土地被烏軍奪回，因此難以在小部分仍屬於俄軍的地區安全的公投，暫時未有任何消息表示哈爾科夫地區的公投會在何時進行。

### 扎波罗热州
2022年7月，俄罗斯任命的扎波罗热州州长叶夫根尼·巴利茨基签署命令，要求扎波羅熱州中央选举委员会开始调查该州是否有可能举行公投加入俄罗斯。7月8日，由“我们与俄罗斯同行”的运动论坛通过了一项提议举行全民公投的决议，並得到了當地军民政府的认可。8月8日，巴利茨基签署了关于筹备举行全民公投的命令。於同一天在梅利托波爾举行的论坛中，1500名代表表示一致支持命令公投的決定。地区行政主要委员会成员弗拉基米尔·罗戈夫（Vladimir Rogov）对傳媒说，“當人身安全和言论自由得到保障”，就會确定扎波罗热州加入俄罗斯的公投的日期。8月上旬，被占地区当局表示希望在2022年9月11日举行公投。8月26日，筹备扎波罗热州公投的选举委员会开始工作。
2022年9月20日，扎波羅熱軍民行政機構決定9月23-27日舉行入俄公投。

### 赫尔松州
2022年3月12日，乌克兰官员称，俄罗斯计划在赫尔松州举行公投，以建立类似于「頓涅茨克人民共和國」和「卢甘斯克人民共和国」的所謂“赫尔松人民共和国”（俄語：Херсонская Народная Республика）。赫尔松州議会副领导人声称，俄罗斯军方已召集議会所有議员並要求他们合作。烏克蘭的监察员柳德米拉·杰尼索娃表示，公投是非法的，因为“根据乌克兰法律，任何领土上的问题都只能通过全国公投来解决”。当天較晚，赫尔松州議会便通过了决议，決定俄方所提议的公投是非法的。
5月11日，赫尔松州军民行政机构副行政长官基里爾·斯特雷穆索夫宣布准备向俄羅斯总统普京发出请求，要求赫尔松州加入俄罗斯，并指出不会创建“赫尔松人民共和国”或就此事举行公投。普京的新闻秘书德米特里·佩斯科夫在评论这些声明时说，这个问题应该由该地区的居民决定，“这些那麼重大的决定必须有绝对明确的法律背景、依据和绝对合法，就像克里米亚的情況一样”。
6月底，斯特雷穆索夫在Telegram的视频消息中表示，赫尔松州开始筹备加入俄罗斯的公投。公投将由普京所屬的統一俄羅斯黨准备，但在乌克兰军队炮击安東尼夫卡斯基公路大橋后，成员于7月底逃离该地区。鄰近的俄佔扎波罗热州当局并未排除兩州联合公投的可能性。
2022年9月20日，赫爾松軍民行政機構決定9月23-27日舉行入俄公投。

### 尼古拉耶夫州
2022年8月8日，赫尔松军民行政机构副行政长官葉卡捷琳娜·古巴列娃宣布尼古拉耶夫州的被占领土已加入赫尔松军民行政机构。她还声称，在一些被占领的城镇，俄罗斯的移动通訊已经开始運作。据她说，做出这样的决定是为了向“已解放”地区的人民提供社会支助，以及建立移动通訊和电视广播。2022年8月13日，尼古拉耶夫州军民行政当局頭目尤里·巴尔巴绍夫声称将在斯尼胡里夫卡举行公投以加入俄罗斯，而公投将与赫尔松州的一起舉行。然而，俄軍在11月10日被逐出斯尼胡里夫卡——他們在尼古拉耶夫州唯一佔領的城市。

## 民調
在被占领土上，没有关于对公投的态度的公开独立统计数据。根据2022年7月俄罗斯当局委托进行的封闭式民意调查，即使在占领下，也只有30%的受访者支持加入俄罗斯。
而由俄羅斯民意調查公司「社會市場學機構」在2022年9月19日進行的電話民調，其結果則顯示各俄佔區分別有80－90%居民支持併入俄羅斯。

### 外国参与者
俄罗斯官方媒体声称在公投中共有来自40个国家的100多名国际观察者参与。投票结束后，该团体的成员在各自在社交平台表示投票结果是「自由和公平的」。
俄罗斯媒体在报导观察员名单时，称一名来自印度的观察员普尼玛·阿南德（Purnima Anand）作为金砖国家论坛主席参与公投，随着引起争议。印度政府并没有派出授权参与者作为「观察员」或「代表」参加公投。此外，金砖国家和金砖国家国际论坛（BRICS-IF）下没有该组织。普尼玛·阿南德对此澄清说，她的组织实际上尚未在金砖国家注册，她是以人权工作者的个人身份参与公投。
乌克兰指责俄罗斯所谓的国际观察员只是一场闹剧，其成员都是与激进政治运动有关或克里姆林宫的长期合作者，当中还不乏著名的阴谋论和俄罗斯宣传支持者。非政府组织欧洲民主选举平台（EPDE）观察员表示，俄罗斯国家媒体经常引用其外国人士的观察，以证明在乌克兰顿涅茨克、卢甘斯克、扎波罗热和赫尔松地区被占领地区举行的所谓公投是自由和公平的。但是，该团体成员并非长期担任观察团的人，而是由政治者、企业家，或与俄罗斯有联系的边缘人士和工作的人组成，并且仅根据自己有限的观察发表公开声明，无法正确评估选举。

#### 相关措施
欧盟外交和安全政策高级代表何塞普·博雷利的发言人彼得·斯塔诺 (Peter Stano)表示，欧盟有意效仿英国和其他国家，对参与由莫斯科控制的乌克兰四个地区进行的非法公投的组织者实施制裁。
一些担任观察员的外国参与者随后受到惩罚。一名来自德国黑森州的国际观察员、Energie Waldeck-Frankenberg GmbH公司的首席执行官Stefan Schaller在参与公投后被解雇。该男子随后解释说，他以观察员身份接受邀请参与公投行动是「愚蠢的」，并表示自己被俄罗斯人利用导致失去了工作。

## 投票過程
投票於9月23日上午8時（莫斯科時間）開始
，並於同月27日截止。除身處於俄佔地區的居民外，遷居俄羅斯的當地居民亦可於俄國本土設立的459個票站投票。
在具體投票方式方面，首四天均由工作人員（包括但不限於佩槍的軍方保衛人員）上門投票；而實體投票站僅於最後一日向俄佔區居民開放。
頓巴斯兩國人民軍軍人和來自公投地區的烏軍戰俘在營區投票站參與投票。

### 投票率

#### 顿涅茨克人民共和国
| 日期    | 投票率 |
| ------- | ------ |
| 9月23日 | 23.64% |
| 9月24日 | 55.50% |
| 9月25日 | 77.12% |
| 9月26日 | 86.89% |
| 9月27日 | 97.51% |

#### 卢甘斯克人民共和国
| 日期    | 投票率 |
| ------- | ------ |
| 9月23日 | 21.97% |
| 9月24日 | 45.86% |
| 9月25日 | 76.09% |
| 9月26日 | 83.61% |
| 9月27日 | 92.60% |

#### 扎波罗热州
| 日期    | 投票率 |
| ------- | ------ |
| 9月23日 | 20.52% |
| 9月24日 | 35.54% |
| 9月25日 | 51.55% |
| 9月26日 | 66.43% |
| 9月27日 | 85.40% |

#### 赫尔松州
| 日期    | 投票率 |
| ------- | ------ |
| 9月23日 | 15.31% |
| 9月24日 | 31.79% |
| 9月25日 | 48.91% |
| 9月26日 | 63.58% |
| 9月27日 | 76.86% |

## 結果
这些结果均系俄罗斯单方面宣称。

### 顿涅茨克人民共和国
| 日期                 | 議題                                                               | 地点                                                      | 投票数    | 投票率 | 支持票数  | 支持率 | 反对票数 | 反對率 | 废票数 | 廢票率 | 結果 |
| -------------------- | ------------------------------------------------------------------ | --------------------------------------------------------- | --------- | ------ | --------- | ------ | -------- | ------ | ------ | ------ | ---- |
| 2022年9月 23日至27日 | 您是否支持顿涅茨克人民共和国以俄罗斯联邦主体之地位加入俄罗斯联邦？ | 顿涅茨克人民共和国 · 俄羅斯（已移居俄罗斯的顿涅茨克居民） | 2,131,207 | 97.51% | 2,116,800 | 99.23% | 4,938    | 0.23%  | 9,469  | 0.44%  | 通过 |

### 卢甘斯克人民共和国
| 日期                 | 議題                                                               | 地点                                                      | 投票数    | 投票率 | 支持票数  | 支持率 | 反对票数 | 反對率 | 废票数 | 廢票率 | 結果 |
| -------------------- | ------------------------------------------------------------------ | --------------------------------------------------------- | --------- | ------ | --------- | ------ | -------- | ------ | ------ | ------ | ---- |
| 2022年9月 23日至27日 | 您是否支持卢甘斯克人民共和国以俄罗斯联邦主体之地位加入俄罗斯联邦？ | 卢甘斯克人民共和国 · 俄羅斯（已移居俄罗斯的卢甘斯克居民） | 1,662,607 | 94.15% | 1,636,302 | 98.42% | 16,555   | 1%     | 9,750  | 0.58%  | 通过 |

### 扎波罗热州
| 日期                 | 議題                                                                                           | 地点                                                | 投票数  | 投票率 | 支持票数 | 支持率 | 反对票数 | 反對率 | 废票数 | 廢票率 | 結果 |
| -------------------- | ---------------------------------------------------------------------------------------------- | --------------------------------------------------- | ------- | ------ | -------- | ------ | -------- | ------ | ------ | ------ | ---- |
| 2022年9月 23日至27日 | 您是否支持扎波羅熱地區從烏克蘭分離，成立一個獨立的國家，並作為俄羅斯聯邦之主體加入俄羅斯聯邦？ | 俄占扎波罗热 · 俄羅斯（已移居俄罗斯的扎波罗热居民） | 541,093 | 85.4%  | 430,268  | 93.11% | 110,825  | 6.89%  | 0      | 0      | 通过 |

#### 各区投票情况
| 区                                           | 支持   | 反对   |
| -------------------------------------------- | ------ | ------ |
| 梅利托波尔区                                 | 90.01% | 9.99%  |
| 别尔江斯克区                                 | 89.60% | 10.40% |
| 瓦西里夫卡區和波洛希區 · （ 俄羅斯部分占领） | ≈90%   | ≈10%   |
| 扎波罗热区 · （完全由 乌克兰控制）           | -      | -      |

### 赫尔松州
| 日期                 | 議題                                                                                         | 地点                                            | 投票数  | 投票率 | 支持票数 | 支持率 | 反对票数 | 反對率 | 废票数 | 廢票率 | 結果 |
| -------------------- | -------------------------------------------------------------------------------------------- | ----------------------------------------------- | ------- | ------ | -------- | ------ | -------- | ------ | ------ | ------ | ---- |
| 2022年9月 23日至27日 | 您是否支持赫爾松地區從烏克蘭分離，成立一個獨立的國家，並作為俄羅斯聯邦之主體加入俄羅斯聯邦？ | 俄占赫尔松 · 俄羅斯（已移居俄罗斯的赫尔松居民） | 571,001 | 76.86% | 497,051  | 87.05% | 68,832   | 12.05% | 5,118  | 0.9%   | 通过 |

### 俄罗斯国家杜马
| 日期          | 議題 | 审议机构               | 投票数 | 投票率 | 支持票数 | 支持率 | 反对票数 | 反對率 | 弃票数 | 弃票率 | 結果 |
| ------------- | --- | ---------------------- | ------ | ------ | -------- | ------ | -------- | ------ | ------ | ------ | ---- |
| 2022年9月27日 | 国家杜马关于顿涅茨克人民共和国，卢甘斯克人民共和国，扎波罗热与赫尔松地区加入俄罗斯联邦之条约的批准及俄罗斯法律之实施的决议 | 俄罗斯联邦会议国家杜马 | 412    | 91.6%  | 412      | 100%   | 0        | 0%     | 38     | 8.4%   | 通过 |

## 各方反应

2022年10月12日，联合国大会通过第ES-11/4号决议，宣布根据国际法，俄罗斯在顿涅茨克州、赫尔松州、卢甘斯克州和扎波罗热州举行的全民投票及其吞并企图是无效且非法的。
赞成：143票
反对：5票
弃权：35票
缺席：10票
非联合国成员

### 国际组织
- 联合国秘书长称公投“违反了《联合国宪章》和国际法”[63]。
- 歐洲安全與合作組織称公投是非法的，因其违反了乌克兰法律和国际标准，而且在战区举行[64]。
- 北大西洋公约组织秘书长延斯·斯托尔滕贝格表示“假公投没有合法性，也没有改变俄罗斯对乌克兰的侵略战争的性质。这是普京战争的进一步升级”[65]。
- 七國集團：谴责此次公投並表示永远不会承认这场虚假的公投以及俄罗斯对乌克兰领土的吞并。[66]

### 各方政府
- ：外長黃英賢表示被俄羅斯軍隊佔領的烏克蘭地區是烏克蘭的主權領土，任何虛假的公投都不會改變這一點，澳洲政府將會加大對俄羅斯及烏克蘭的親俄武裝份子實施制裁[67]。
- 巴西在联合国安理会谴责其企图吞并乌克兰领土的决议中投了弃权票[68]。
- 加拿大：總理賈斯汀·杜魯多表示永遠不會承認俄羅斯在烏克蘭東部策劃的入俄公投及吞併的烏克蘭領土，並且將繼續向烏克蘭提供軍事、人道和財政援助[69]。
- 中华人民共和国：中国常驻联合国代表张军在联合国安理会上表示，中国注意到了乌克兰局势的最新发展。他强调，中国的立场是明确和一贯的，那就是“所有国家的主权和领土完整必须得到尊重”[70]。然而，联合国安理會关于譴責俄侵占烏領土決議案投票中，中華人民共和國棄權[68][71]。
- 法國：总统埃马纽埃尔·马克龙表示，法国不会承认公投的结果[72]。
- 加彭在联合国安理会谴责其企图吞并乌克兰领土的决议中投了弃权票[68]。
- 英国：外交大臣詹姆斯·克莱弗利表示，英国有证据表明，俄罗斯官员为“捏造这些虚假公投的投票率和支持率”设定了目标[73]。英国還对俄罗斯92名个人和法人實施制裁，其中包括33名在乌克兰被占领土任職的俄罗斯官员以及55名俄罗斯国有企业高级管理人员。[74]
- 德国：总理奥拉夫·朔尔茨抨击了俄罗斯在乌克兰部分地区举行公投的想法[75]。
- 印度：外交部发言人阿林丹·巴奇表示支持乌克兰的“主权和领土完整”[76]。联合国安理會关于譴責俄侵占烏領土決議案投票中，印度对此决议棄權[68][71]。
- 日本：政府拒绝承认入俄公投，并开启新一轮对俄罗斯制裁[77]。
- ：哈薩克斯坦外交部發言人表示，絕不承認俄佔區入俄公投結果[78]。
- ：朝鲜外务省10月4日发表声明，称欢迎新地区加入俄罗斯并表示尊重这些地区居民在公投中表达的意愿。声明中说，此次入俄公投是根据《联合国宪章》相关规定并依照合法程序进行的，且绝大多数投票人支持加入俄罗斯联邦。[79]
- 波蘭：波蘭總統安杰伊·杜达表示，入俄公投並無意義，而波蘭將不予承認其結果[80]。
- 中華民國：中華民國外交部嚴正譴責俄羅斯在俄軍佔領區舉辦所謂「入俄公投」及強佔烏克蘭領土的野心，將會與美國及歐洲的民主陣營國家共同採取反制措施[81]。
- 羅馬尼亞：羅馬尼亞外交部長蒂圖斯·科爾拉泰安表示入俄公投「完全無法接受」，並重申羅方對烏克蘭主權及領土完整予以尊重[82]。
- 塞爾維亞：塞爾維亞外交部長表示塞尔维亚根据《联合国宪章》和国际公法的原则和准则，不會接受乌克兰地区的公投结果[66]。
- 瑞士：瑞士聯邦委員會表示俄罗斯作为占领国有义务遵守国际人道主义法、人权法和乌克兰现行法律制度，占领国也没有获得对该地区的主权，所谓公投违反了国际法和乌克兰宪法。瑞士不会承认所谓公投的结果。瑞士联邦外交事务部已召见俄罗斯大使传达瑞士的立场。[83]
- 土耳其：总统雷杰普·塔伊普·埃尔多安与北约和俄罗斯都保持着建设性的关系，但他在一份公开声明中谴责了这一企图：“这种非法的既成事实不会被国际社会承认。相反，它们将使重振外交进程的努力复杂化，并加深不稳定。”[84]
- 美国：总统乔·拜登在联合国大会发表讲话称，这是俄罗斯为了吞并其在乌克兰东部已经占领的土地的“虚假”公投[85]。

## 后续
9月29日，克里姆林宫宣布，普京将在第二天签署条约，正式从乌克兰吞并领土。9月30日，新领土入俄条约签署仪式在克里姆林宫举行，总统普京出席仪式。當天烏克蘭總統弗拉基米尔·泽连斯基表示，乌克兰已经通过“快速程序”申请加入北约，並且在普京执政期间，不会与俄罗斯进行谈判。
阿爾巴尼亞和美國向聯合國安理會遞交了一份草案，呼吁所有国家和其他组织“不承认俄罗斯对乌克兰四个地区的吞并”。草案还要求俄羅斯“立即、完全和无条件地从该国撤出所有军队”。該草案被俄罗斯否決，中国、印度、巴西和加蓬投了棄權票，10國投了支持票。同时美国财政部宣布对参与俄乌战事和入俄公投的几百名俄罗斯个人及实体列入制裁名单。10月3日，俄羅斯國家杜馬全票通過公投地區入俄法律。歐盟宣佈召見俄罗斯驻欧盟成员国和欧盟机构的大使。10月4日，俄罗斯联邦委员会全票批准公投地區加入俄罗斯。10月5日，俄羅斯總統普京签字，正式并吞四个乌克兰公投地區。
10月12日，联合国大会通过决议，拒絕承認俄佔烏克蘭吞併公投，並宣布公投不具任何国际法效力，大會要求俄罗斯立即、无条件地撤销其侵犯乌克兰领土完整和主权的决定。143个会员国就該決議投了赞成票。俄罗斯、白俄罗斯、朝鲜、叙利亚和尼加拉瓜等五个国家投了反对票。中国、印度、古巴等35个国家弃权。 